# Strandibalonius abnormis
Strandibalonius abnormis is een hooiwagen uit de familie Podoctidae. De originele naamcombinatie (protoniem) is Ibalonius abnormis Strand, 1911. Een volgende naamrecombinatie werd gepubliceerd als Strandibalonius abnormis (Strand, 1911) in Roewer 1912.   Een volgende naamrecombinatie in sommige online bronnen was Metibalonius abnormis (Strand, 1911), maar blijkbaar niet overgenomen in taxonomische publicaties, plus maar vaak met het verkeerde publicatiejaar van 1910. Na 2023, de soortnaam is bijgewerkt naar de formatie Strandibalonius abnormis (Strand, 1911) in Kury et al. 2020.